# Isaac Mabaya
Isaac Angus Mabaya (Preston, 22 de setembro de 2004) é um jogador de futebol profissional inglês de ascendência zimbabuense que joga como lateral-direito no Liverpool, clube da Premier League.

## Carreira em clubes
Inicialmente atuava como meio-campista nas categorias de base do Liverpool (onde chegou aos 6 anos) antes de migrar para a lateral-direita. Em setembro de 2021, assinou o primeiro contrato profissional com os Reds e foi relacionado pela primeira vez a uma partida da equipe principal em janeiro de 2022, contra o Shrewsbury Town, pela Copa da Inglaterra, mas não saiu do banco de reservas.
Suas atuações pelo time Sub-18 o credenciaram para fazer parte da turnê do elenco profissional do Liverpool no Extremo Oriente, chegando a jogar contra o Manchester United em Bangcoc. Uma lesão no tornozelo atrapalhou Mabaya em outubro de 2022, mas ele renovaria seu contrato com o Liverpool em maio do ano seguinte.
Em janeiro de 2025, foi relacionado pela primeira vez a uma partida da Liga dos Campeões da UEFA, contra o PSV Eindhoven  - o Liverpool, já classificado para as oitavas-de-final, escalou um time reserva, perdeu por 3 a 2 e Mabaya não entrou em campo.
A estreia como profissional foi na derrota por 1 a 0 para o Plymouth Argyle, pela quarta fase da Copa da Inglaterra, entrando no lugar do lesionado Joe Gomez aos 11 minutos do primeiro tempo. Ele atuou por apenas 47 minutos antes de ser substituído por Darwin Núñez.

## Carreira internacional
Convocado para as seleções de base da Inglaterra em 2019 e 2022, Mabaya é também considerado elegível para defender o Zimbabwe, sendo convocado para os jogos contra Ruanda e Nigéria, pelas eliminatórias africanas para a Copa de 2026. O lateral não foi relacionado para ambos, juntamente com outros 4 atletas (Marley Tavaziva, Leon Chiwome, Tawanda Maswanhise e Tivonge Rushesha).

## Estatísticas
9 de fevereiro de 2025
| Clube     | Temporada | Liga           | Liga     | Liga | Copa nacional | Copa nacional | Copa da Liga | Copa da Liga | Europa   | Europa | Total    | Total |
| Clube     | Temporada | Divisão        | Partidas | Gols | Partidas      | Gols          | Partidas     | Gols         | Partidas | Gols   | Partidas | Gols  |
| --------- | --------- | -------------- | -------- | ---- | ------------- | ------------- | ------------ | ------------ | -------- | ------ | -------- | ----- |
| Liverpool | 2024–25   | Premier League | 0        | 0    | 1             | 0             | 0            | 0            | 0        | 0      | 1        | 0     |
| Total     | Total     | Total          | 0        | 0    | 1             | 0             | 0            | 0            | 0        | 0      | 1        | 0     |